# 兩棲魚

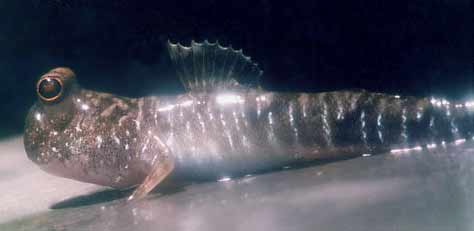
彈塗魚（圖中為細彈塗魚）為最能適應陸地的魚類（除了四足形類以外），能夠數日離水生活

兩棲魚為能夠長時間離水生存的魚類，約有11個現生的屬被認為屬於兩棲魚。這些演化支之間的親緣關係並不緊密，意味著兩棲的特徵是各自獨立演化出現的，屬趨同演化。兩棲魚具有不同形式的陸地移動模式，包括橫向起伏、三支點的移動（透過成對的魚鰭及尾巴）、及跳躍。許多兩棲魚物種主要是透過胸鰭、臀鰭與尾鰭在陸地上活動。
許多較原始的魚類具有類似肺部的器官，包含了現存的肺魚與多鰭魚，及現存四足類的祖先。然而在現今其他大多魚類物種中，這個器官已演化成了魚鰾，用來協助調整浮力。這些不具有肺部的兩棲魚在含氧量較少的水中則仰賴特化的鰓或皮膚來呼吸空氣。由於空氣中與水中的折射率，兩棲魚的眼睛也經過特化，在空氣中也能看得清楚。

## 兩棲魚列表

### 透過肺呼吸的兩棲魚
- 肺魚：6個物種具有類似四肢的鰭，並能夠呼吸空氣。部分物種屬專性呼吸空氣魚，若失去能獲取呼吸空氣的管道則會於水中溺死。除了一種之外其他肺魚都具有將自己埋於泥中度過乾涸期的能力，可以在無水的環境下存活約兩年。
- 多鰭魚：這12個物種為目前唯一具有肺部的輻鰭魚，屬於兼性呼吸空氣魚，在含氧量較低的水域中仰賴直接呼吸空氣[1]。
- 其他具有肺部的魚類：目前皆已滅絕，這些魚類屬於始四足動物（英语：Stem tetrapoda），是現存所有四足類的祖先，包括滑體亞綱、蜥形綱與哺乳綱。

### 透過鰓或皮膚呼吸的兩棲魚
- 高冠鳚屬（英语：Alticus）：這些䲁魚主要棲息於印度洋與太平洋上的島嶼上。牠們會爬上陸地覓食或躲避水中的掠食者，多半可持續超過20分鐘。其中，太平洋高冠鳚（英语：Pacific leaping blenny）可以透過尾部在陸地上進行跳躍。在拉羅湯加島上，馬克薩斯島高冠鳚（英语：Alticus simplicirrus）已經演化到能長時間於陸地上生活[2][3]。
- 臀斜杜父魚：這種杜父魚總科發現於太平洋海岸的潮池中，在水池含氧量低時就會離開水域直接呼吸空氣[4]。
- 彈塗魚：彈塗魚可能為最能適應陸地生活的魚類，發現於非洲及印度洋-太平洋海域的紅樹林。牠們時常會離開水域，且可存活約3-1/2天[5]，主要透過皮膚與口腔內壁和咽喉內部的表皮進行呼吸。為了能夠在陸地上呼吸，彈塗魚的表皮必須要保持濕潤，也因此牠們只能棲息於較為潮濕的環境。這樣的呼吸形式與兩棲類相似，被稱為皮膚呼吸。彈塗魚透過胸鰭於陸地上推進，有些物種甚至能夠攀爬樹木或躍出水面[6]。
- 斑紋隱小鱂：可於陸地上生存約兩個月，透過皮膚呼吸。
- 鰻魚：有些鰻魚，如歐洲鰻鱺與美洲鰻鱺，可以離開水面並在潮濕的土壤上蠕動前進。鯙科的鏈蛇鱔有時也會離水覓食[7]。
- 合鰓魚：合鰓魚俗稱鱔魚，可以透過牠們佈滿血管的口腔以及喉嚨的內壁表皮呼吸，有些物種如红鳝（英语：Rakthamichthys rongsaw）甚至能透過皮膚呼吸。
- 鱧魚：屬於專性呼吸空氣魚，透過上鰓器官（一種較為原始的迷器）直接呼吸空氣。棲息於東南亞的烏鱧可以透過胸鰭與擺動身體在陸地上前進，讓牠們得以於水池及水池之間穿梭。
- 塘虱：在天氣較為潮濕時，這些兩棲性的鯰魚就會爬上陸地覓食，例如生存於非洲沼澤的剛果河鱔鬍鯰，就會以陸地上的昆蟲為食[8]。
- 攀鱸：攀鱸亞目的物種透過特化的迷鰓呼吸空氣。其中攀鱸科物種屬兩棲魚，棲息於非洲及東南亞的攀鱸能透過胸鰭、尾柄與鰓蓋於陸地上攀爬，穿梭於不同水域。
- 巴西骨舌魚屬：屬專性呼吸空氣魚，透過特化的魚鰾呼吸空氣。
- 電鰻目：有些物種，如電鰻與圭亞那裸背電鰻，屬專性呼吸空氣魚，須直接呼吸空氣才能生存；主要透過口咽腔進行空氣呼吸[9][10][11]。